# Filip Lubelski

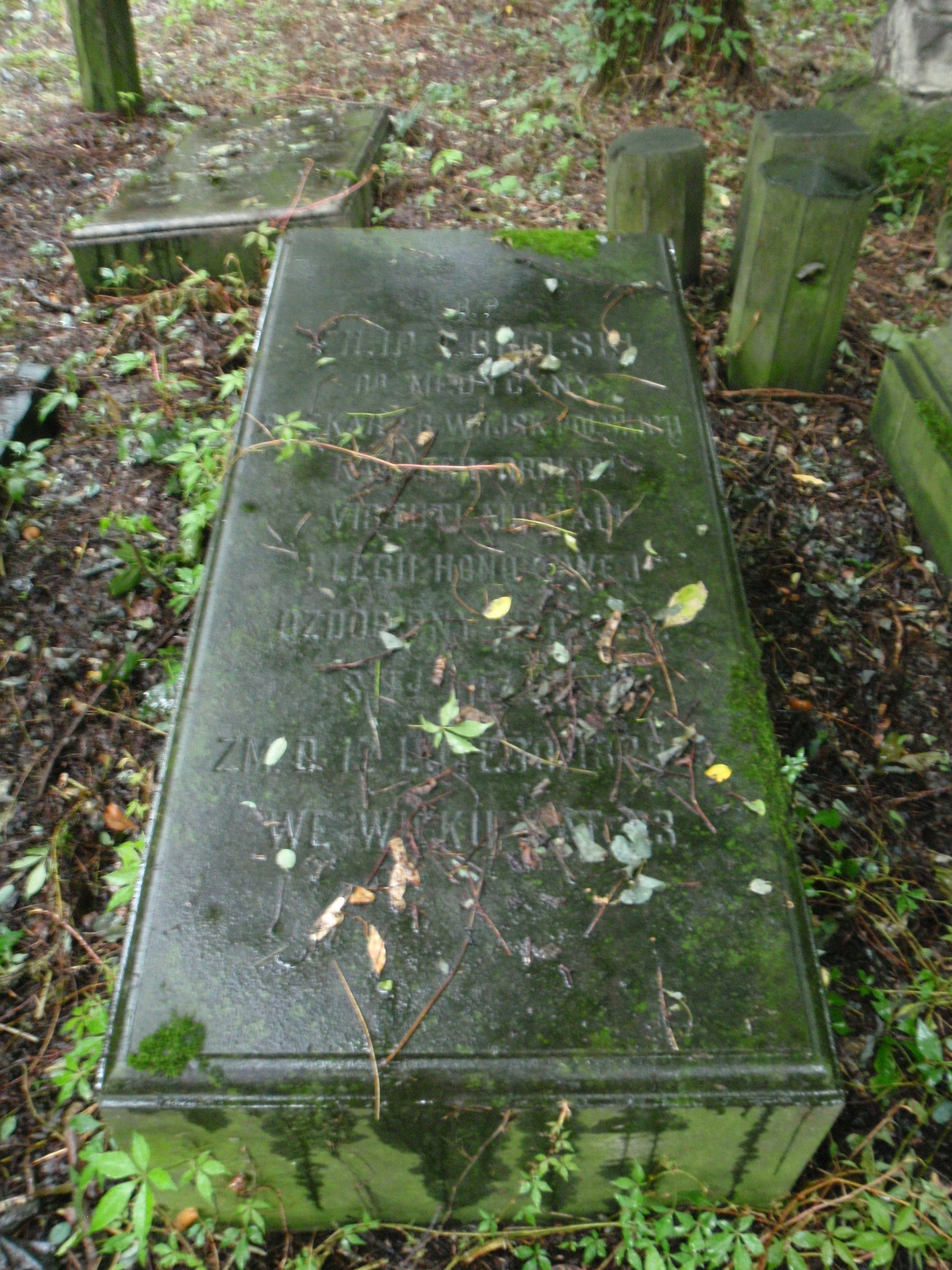
Grób Filipa Lubelskiego na cmentarzu żydowskim przy ulicy Okopowej Warszawie

Filip Lubelski (ur. 1788 w Zamościu, zm. 17 lutego 1879 w Warszawie) – polski lekarz wojskowy w czasie wojen napoleońskich, powstaniec listopadowy.
Studiował medycynę na Uniwersytecie Wiedeńskim, tytuł doktora medycyny otrzymał w 1811 roku. Od 1815 do 1840 prowadził w Płocku praktykę lekarską. W 1831 założył szpital polowy, w którym leczono rannych żołnierzy polskich i jeńców rosyjskich, a także chorych na cholerę. Podczas powstania listopadowego w randze sztabslekarza. Kawaler orderu francuskiej Legii Honorowej i orderu Virtuti Militari, odznaczony medalem św. Heleny. Biogram Filipa Lubelskiego został opublikowany w Biuletynie Żydowskiego Instytutu Historycznego.
Pochowany jest na cmentarzu żydowskim przy ulicy Okopowej w Warszawie (kwatera 26, rząd 6).
Miał syna Wilhelma, także lekarza, z którym prowadził praktykę lekarską w Warszawie; Wilhelm miał córkę. Jego wnukami byli Alfred Lubelski i Mieczysław Lubelski. Był ożeniony z Wilhelminą Frankenstein z Płocka.